# Autorretrato (Sofonisba Anguissola)
Autorretrato é uma pequena pintura a óleo sobre painel da artista italiana Sofonisba Anguissola, assinada e datada de 1554 no livro aberto segurado pela artista. O retrato está agora no Kunsthistorisches Museum, em Viena.
Foi registrado como pendurado na Galeria Belvedere de Viena, já atribuído a Anguissola, mas inicialmente pensado para ser um retrato da infanta
Isabel Clara Eugênia da Espanha em seu noivado com seu primo Alberto VII da Áustria, que, portanto, acabou em Viena. Flavio Carioli também chegou a essa conclusão, mas em 1885 Adolfo Venturi citou uma carta enviada a Hércules II d'Este, Duque de Ferrara, em março de 1556 pelo pai de Anguissola com duas pinturas dela, um autorretrato destinado à filha do duque, Lucrécia, e uma Cleópatra (após um desenho de Michelangelo, provavelmente um fólio agora na Casa Buonarroti). Venturi também registrou que em 1603-1604 o Cardeal Alessandro d'Este deu algumas de suas pinturas a Rodolfo II do Sacro Império Romano-Germânico. Embora nenhum inventário das pinturas dadas a Rudolf tenha sobrevivido, Venturi teoriza que este autorretrato era uma delas e a teoria é aceita por todos os outros historiadores da arte.

## Descrição e Análise
Simplicidade e modéstia inspiram este pequeno retrato. Os olhos redondos e claros criam um diálogo com o observador. O olhar é franco, o queixo firme, o penteado austero, o vestido modesto. A gola da camisa branca clara incha no pescoço, em pequenas dobras suaves. A moça não usa joias. Um toque de feminilidade escapa na pequena curva que desce até a orelha.
A data é apenas um ano anterior à da peça Jogo de Xadrez, mas à primeira vista este retrato parece pertencer a uma fase artística muito mais imatura. Algumas imperfeições também se devem a uma limpeza antiga, muito vigorosa, que removeu os esmaltes. O pai de Anguissola, ao enviar o presente ao Duque Hércules II d'Este, desculpou-se por certas imprecisões, devido ao fato de o retrato ter sido criado olhando-se no espelho: na verdade, a mão parece ligeiramente defo rmada.Sofonisba usa o mesmo vestido e tem o mesmo penteado e expressão em seu Autorretrato em uma espineta, conservado em Nápoles.
É uma obra que carrega tanto refinamento técnico quanto um sentido silencioso de identidade e intelectualidade. Pintado quando Sofonisba tinha cerca de 22 anos — esse autorretrato é mais do que uma simples representação física; ele é uma afirmação sutil do lugar da mulher artista no mundo da arte renascentista, um espaço até então quase exclusivamente masculino. É uma peça essencial não só no estudo da trajetória de Anguissola, mas também na história do autorretrato feminino na arte ocidental.